# Monroeville (Ohio)
Monroeville is een plaats (village) in de Amerikaanse staat Ohio, en valt bestuurlijk gezien onder Huron County.

## Demografie
Bij de volkstelling in 2000 werd het aantal inwoners vastgesteld op 1433.
In 2006 is het aantal inwoners door het United States Census Bureau geschat op 1381, een daling van 52 (-3,6%).

## Geografie
Volgens het United States Census Bureau beslaat de plaats een oppervlakte van
3,7 km², geheel bestaande uit land. Monroeville ligt op ongeveer 224 m boven zeeniveau.

## Plaatsen in de nabije omgeving
De onderstaande figuur toont nabijgelegen plaatsen in een straal van 20 km rond Monroeville.